# Manusdwergijsvogel
De manusdwergijsvogel (Ceyx dispar) is een vogel uit de familie Alcedinidae (ijsvogels).

## Verspreiding en leefgebied
Deze soort is endemisch op het eiland Manus van de Admiraliteitseilanden.

## Status
De wereldpopulatie werd in 2022 geschat op 1100 tot 5600 volwassen vogels en neemt in aantal af door voortgaande ontbossing op het eiland. Daarom staat de manusdwergijsvogel als gevoelig op de Rode Lijst van de IUCN.